# Philydor erythropterum
Philydor erythropterum là một loài chim trong họ Furnariidae.